# Stomatodex cercarteti

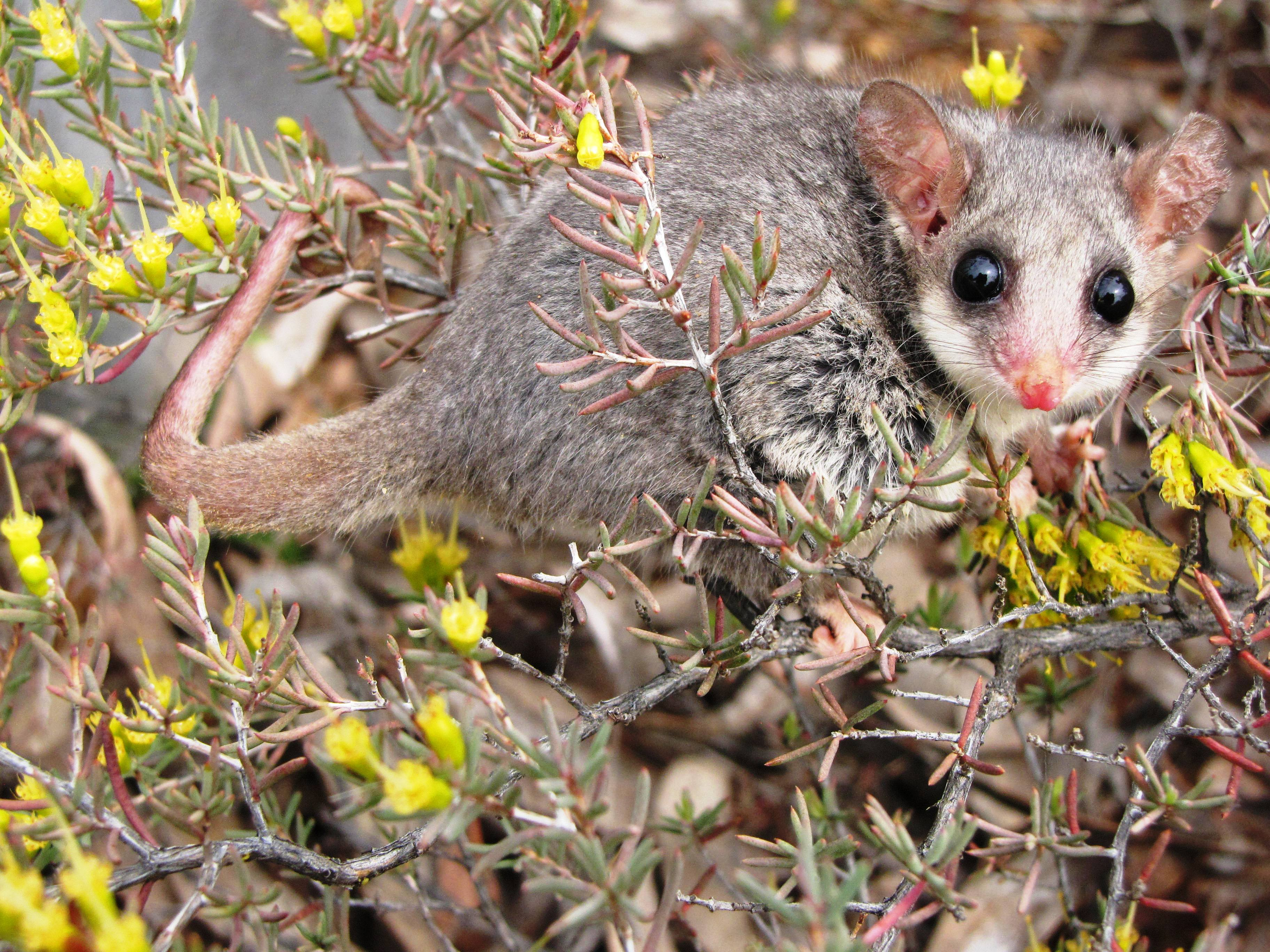
Pałaneczka gruboogonowa, żywiciel Stomatodex cercarteti

Stomatodex cercarteti – gatunek roztocza z rodziny nużeńcowatych. Endemit Australii. Jest monoksenicznym pasożytem pałaneczki gruboogonowej.

## Taksonomia
Gatunek ten opisany został po raz pierwszy w 1991 roku przez Clifforda E. Descha na łamach „Journal of Australian Entomological Society”. Jako miejsce typowe wskazano Sidling Swamp w Timbillica State Forest w australijskiej Nowej Południowej Walii.

## Morfologia i rozwój

### Osobniki dorosłe
Samice osiągają od 181 do 194 μm długości i od 63 do 94 μm szerokości, a samce od 178 do 181 μm długości i od 56 do 68 μm szerokości ciała. Prostokątna gnatosoma ma kikutowate, odsiebnie rozdwojone kolce nadbiodrowe. Nogogłaszczki budują jeden człon nieruchomy i dwa człony ruchome, z których ostatni dysponuje trzema zakrzywionymi kolcami. Duża podosoma ma na wierzchu dwie pary guzków grzbietowych, z których przednia leży na wysokości pierwszej pary odnóży, a tylna na wysokości drugiej ich pary. Na spodzie podosomy leżą cztery pary płytek epimeralnych, niestykających się pośrodkowo. Występują cztery pary odnóży, zbudowanych z trzech ruchomych członów, z których ostatni ma parę przysadzistych, odgiętych pazurków, każdy z wierzchołkiem rozdwojonym na długi ząb grzbietowy i krótki brzuszny. Wulwa samicy leży między płytkami epimeralnymi ostatniej pary. Opistosoma zwęża się ku tępemu końcowi i ma poprzecznie rowkowaną powierzchnię. U samicy występują na niej trzy pary, a u samca jedna para guzków dorsolateralnych.

### Stadia rozwojowe
Jaja są owalne, długości od 88 do 94 μm i szerokości od 37 do 42 μm, o gładkim chorionie, pozbawione wieczka. Klują się z nich larwy o trzech parach nieczłonowanych odnóży, każde zwieńczone pojedynczym, czwórwierzchołkowym pazurkiem. Protonimfy mają wrzecionowate ciało o długości od 128 do 147 μm i szerokości około 46 μm. Par odnóży również są trzy. Od larw różnią się przede wszystkim obecnością na wierzchołku każdego odnóża dwóch czterowierzchołkowych pazurków.

## Ekologia i występowanie

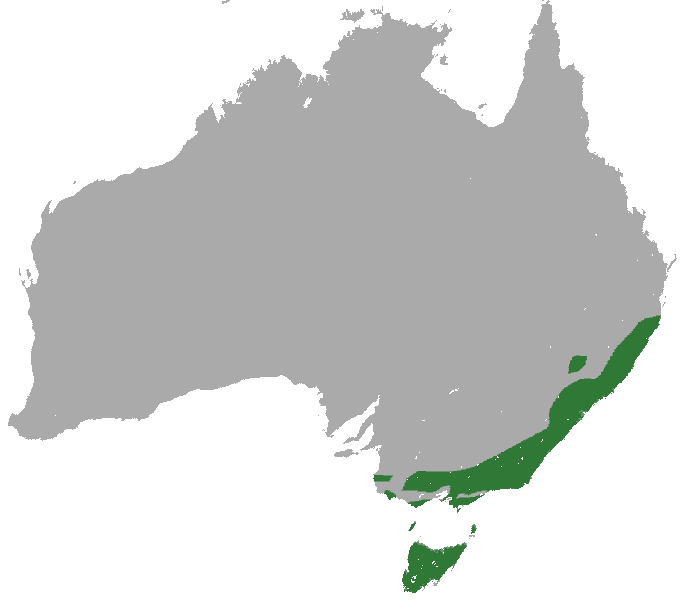
Zasięg występowania gospodarza

Roztocz ten jest monoksenicznym pasożytem pałaneczki gruboogonowej, torbacza z rodziny drzewnicowatych. Żyje w tkankach przełyku gospodarza.
Gatunek podawany tylko z Australii.